# Bataljon za specialno delovanje (Hrvaška)
Bataljon za specialno delovanje (hrvaško Bojna za specijalna djelovanja; kratica BSD) je elitna specialna vojaška enota, ki je podrejena neposredno Generalštabu Oboroženih sil Republike Hrvaške.

## Zgodovina
Bataljon je bil ustanovljen 8. septembra 2000 z združitvijo Centra za posebne borbene veščine Šepurine in nekaterih pripadnikov 1. gardne brigade, ki so imeli bojne izkušnje iz hrvaške osamosvojitvene vojne.
Pripadniki bataljona so posebej izbrani in izurjeni prostovoljci iz vseh vej Oboroženih sil Hrvaške.

## Organizacija
- Poveljniški vod - zadolžen za varnost komunikacij, saniteto, oskrbo in transport
- 1. četa za specialno delovanje - specializirana za izvedbo zračno-desantnih operacij ter za zavzetje in zavarovanje pristajalne cone.
- 2. četa za specialno delovanje - specializirana za izvedbo operacij v gorsko-planinskem področju in v zimskih razmerah. Četa tudi zagotavlja urjenje smučanja in alpinizma.
- 3. četa za specialno delovanje - specializirana za izvedbo amfibijsko-desantnih operacij na morju in kopenskih vodah. Četa tudi zagotavlja urjenje plavanja in potapljanja.
- Vod za ognjeno podporo - zagotavlja ostrostrelsko in minometno podporo za preostale dele bataljona.